# Implant Files
Implant Files (litt. « les dossiers sur les implants ») est une enquête journalistique coordonnée par le Consortium international des journalistes d'investigation (ICIJ) associant 250 journalistes issus de 59 médias internationaux. Publiée à partir du 25 novembre 2018, elle révèle un scandale sanitaire mondial concernant plusieurs types d'implants médicaux. 

## Enquête
L'enquête se focalise sur trois types d'implants :
- les implants vaginaux (ou bandelettes chirurgicales (en)), qui peuvent s'avérer extrêmement douloureux[2] et dont l’utilisation a dû être suspendue en juillet 2018 au Royaume-Uni[3] ; ils ont conduit les autorités australiennes à présenter des excuses publiques aux patientes victimes de ces dispositifs[3] ;
- les implants mammaires texturés Allergan, liés à une forme rare de cancer, le lymphome anaplasique à grandes cellules, identifiée dès 2015[4],[5] ;
- les TAVI, non explantables mais dont la durée de vie est limitée à quelques années : 50 % d'entre eux seraient défectueux au bout de huit ans[6].

Faute d'une traçabilité suffisante, ces cas sont souvent sous-estimés et les personnes affectées difficiles à identifier.

### L'origine des dysfonctionnements
Les Implant Files mettent en lumière :
- la précipitation des industriels pour la commercialisation de leurs produits ;
- une réglementation insuffisante : contrairement aux médicaments, la mise sur le marché d'implants médicaux ne nécessite pas d'essais cliniques préalables afin d'en évaluer la balance bénéfice-risque[7],[8]. En effet, seule l'obtention de la norme CE par un laboratoire privé (une cinquantaine existe à ce jour) et rétribué directement par l'industriel est nécessaire[9] ;
- un manque de vigilance ou de réactivité des autorités de santé et des décideurs politiques ; en France, l'ANSM est spécifiquement pointée[10],[11].

Des experts demandent la création d'un registre national et un moratoire sur la pose des prothèses texturées mises en cause.
Cash Investigation a rappelé en s'appuyant sur les « dollars for docs, ou le fric des docs » des délégués médicaux, des versements majeurs pour « remboursements de frais » faits à des « influenceurs » se présentant comme sans lien avec big pharma dans des congrès. Les « dispositifs médicaux », dont les implants, n'étant pas soumis à une autorisation de mise sur le marché (AMM) comme les médicaments cela vise à étendre des indications de pose de dispositifs ; à gagner une part de marché face d'autres procédures. En France, le remboursement des procédures est assuré par l'Assurance maladie et les complémentaires ; c'est aussi la collectivité qui prend en charge les complications négligées par les industriels.
L'ICIJ conceptualise le complexe prosthético-industriel, qui complète le complexe médico-industriel (en) (terme inspiré du complexe militaro-industriel), et pointe les graves lacunes de la réglementation et surveillance du domaine des implants.
Succès remarquables et précipitation fautive, évaluation sommaire, limitée, absente ou négligée ; niveau de preuve insuffisant, biaisé, d'efficacité, durabilité et tolérance ; exigences et procédures de tests sommaires ou négligées. Désastre scandale et disparition de la prothèse de hanche métal sur métal après une stratégie de communication agressive, pot de vin puis procès retraits ; les compensations financières (en) évaluées pour les porteurs de prothèses défectueuses en Inde ou attribuées par les tribunaux américains vont de 600 ou 30 k$ à 8 M$ !

### Sur le plan européen
Les Implant Files mettent en lumière la réglementation européenne et sur sa gestation. En effet, lors des négociations sur le plan européen qui ont duré cinq ans, des conceptions antagonistes se sont affrontées. Le Royaume-Uni souhaitait une règlementation libérale non entrante pour les entreprises. L’Allemagne, dont les organismes de certification sont un poids économique important (les prothèses PIP avaient été certifiées par TÜV, un organisme allemand), souhaitait préserver ses intérêts économiques. La France, qui militait pour un organisme de certification unique à l'échelon européen, a été mise en minorité.

### Demandes de la société civile
Une véritable autorisation de mise sur le marché (AMM) des dispositifs est demandée par AIDES, France Assos Santé, Ligue nationale contre le cancer, Médecins du Monde, la revue Prescrire, UFC Que Choisir, Universités Alliées pour les médicaments Essentiels, fin 2018.
La nécessité de « transparence » et de données ouvertes, avec une amélioration de la pharmacovigilance et de la matériovigilance, qui suppose donc le droit à l'information contre le secret des affaires, est réclamée par une partie de la société civile,.
Une base de données internationale sur les dispositifs médicaux est mise en place par l'ICIJ en 2018.

### Conséquences administratives et législatives
Un registre administratif national de pose d'implant, de dispositifs médicaux a été lancé en Allemagne.
En France, le 4 avril 2019, à la suite des Implant Files, l'Agence nationale de sécurité du médicament et des produits de santé (ANSM) annonce l’interdiction des implants mammaires macrotexturés en silicone et des implants en polyuréthane.

### Conséquences judiciaires
Boston Scientific Corporation est condamné à une amende de 188 millions de dollars pour allégation trompeuses sur ses bandelettes sous-urétrales pour l'incontinence urinaire (signalée par Prescrire en mars 2022).[source insuffisante]

## Stérilets défectueux en 2020
Cent mille DIU à risque auraient été posés en France entre 2014 et 2019. l'ANSM est défaillante dans l'information des médecins des patientes en octobre 2020, dans l'étude du dossier et des tests fournis par un fabricant de dispositif médical, eurogyne,. Ces DIU défectueux s'inscrivent dans la suite du scandale des dispositifs Implant Files depuis 2018.

#### Francophones
Portails, Dossiers des principales structures francophones ayant travaillé le sujet :
- Dossier Implant Files ICIJ Site de l'ICIJ
- Dossiers Implant Files Le Monde Site LeMonde
- Dossiers Implant Files LeSoir.be Site lesoir.be
- Dossiers Implant Files RadioCanada Site Radio Canada
- Dossiers Implant Files FranceTvInfo sur site Francetvinfo
- Dossiers Implant Files FranceInter sur site de France Inter
- Dossiers et Implants tous cobayes PLTV site Premières Lignes Télévision
- Dossiers Implant Files Inkyfada sur site Inkyfada

#### Anglophones
- (en) Dossiers Implant Files Guardian site The Guardian
- (en) Dossiers Implant Files BBC sur site BBC
- (en) BMJ Implant Files sur site British Medical Journal.

#### Germanophones
- (de) Dossier Implant Files NDR Site Norddeutscher Rundfunk
- (de) Dossier Implant Files SZ site SZ le quotidien allemand